# Efraín Cruz Acuña
Mayor Efraín Cruz Acuña fue un militar mexicano que participó en la Revolución mexicana. Nació en Huimanguillo, Tabasco, en 1888. Siendo estudiante de preparatoria se afilió al movimiento maderista. Debido a su participación en una conspiración en contra de Victoriano Huerta fue aprehendido e incorporado al Ejército Federal como soldado raso. Se logró escapar y se unió a las fuerzas de Ramón Sosa Torres, con quien operó en los estados de Yucatán y Tabasco. Con el grado de Capitán primero fue ayudante del general Salvador Alvarado. Alcanzó el grado de mayor y fue partícipe en la historia política y militar de los primeros años de la revolución. 